# Tilwith Di Girolami
Tilwith Di Girolami (* 29. September 2003) ist eine belgische Tennisspielerin.

## Karriere
Di Girolami trat bislang vor allem bei Turnieren der ITF Junior Tour und der ITF Women’s World Tennis Tour an, wo sie bisher einen Titel im Einzel und sieben im Doppel gewinnen konnte.
2016 und 2017 nahm sie an den Les Petits As teil.

## Turniersiege

### Einzel
| Nr. | Datum        | Turnier | Kategorie | Belag | Finalgegnerin | Ergebnis |
| --- | ------------ | ------- | --------- | ----- | ------------- | -------- |
| 1.  | 15. Mai 2022 | Iraklio | ITF W15   | Sand  | Michaela Laki | 6:1, 6:4 |

### Doppel
| Nr. | Datum              | Turnier             | Kategorie | Belag     | Partnerin              | Finalgegnerinnen                             | Ergebnis         |
| --- | ------------------ | ------------------- | --------- | --------- | ---------------------- | -------------------------------------------- | ---------------- |
| 1.  | 22. Oktober 2022   | Scharm asch-Schaich | ITF W15   | Hartplatz | Anastassija Gurjewa    | Cho I-hsuan Cho Yi-tsen                      | 6:2, 4:6, [10:7] |
| 2.  | 16. Juni 2023      | Norges-la-Ville     | ITF W15   | Hartplatz | Amelie Van Impe        | Marine Szostak Lucie Wargnier                | 6:2, 6:2         |
| 3.  | 1. Juli 2023       | Alkmaar             | ITF W15   | Sand      | Chiara Scholl          | Rose Marie Nijkamp Isis Louise van den Broek | 6:2, 6:1         |
| 4.  | 25. November 2023  | Alcala de Henares   | ITF W15   | Hartplatz | Lian Tran              | Ester Ivaldo Carina Syrtveit                 | 6:4, 6:2         |
| 5.  | 6. April 2024      | Telde               | ITF W15   | Sand      | Laïa Petretic          | Loes Ebeling Koning Marina Markina           | 6:4, 6:3         |
| 6.  | 28. September 2024 | Warna               | ITF W15   | Sand      | Maria Andrienko        | Chiara Girelli Irene Lavino                  | 5:7, 6:1, [10:3] |
| 7.  | 16. August 2025    | Erwitte             | ITF W35   | Sand      | Priska Madelyn Nugroho | Laura Böhner Mina Hodzic                     | 7:610, 6:1       |